# 藤田文子 (聖職者)
藤田 文子（ふじた ふみこ、1936年 - 2024年5月12日）は日本の修道女。岡山県岡山市出身。 東京大司教区教会学校部部員、カトリック修道会総長管区長会使徒職養成委員などを歴任した。1979年より青少年と成人の祈りの指導に従事しながら、インド・アフリカの子供たちの教育の為、ESNAC教育里親グループを創立。

## 経歴
1954年、ノートルダム清心女子大学文学部卒業。カトリック援助修道会入会。
1964年より神戸・六甲小百合児童館児童厚生員として勤務。六甲教会や船橋教会等の児童を中心に信仰教育にあたる。
1971年、マニラのThe East Asian Pastoral Instituteで修学。
日本各地でキリスト教信仰教育の促進、小中高生の祈りの指導に従事した。
1979年よりインド・アフリカの子供たちの教育のため、ESNAC教育里親グループを創立。
”1979年のクリスマスに子供の黙想会に参加した関東地方のメンバーにイエス様誕生祝の招待状を送った。「クリスマスはイエス様の誕生日です。プレセントをもらうのは誰なのでしょう？」そのとき2万4千円が赤ちゃんのイエス様の足元に置かれた。「この尊い献金を何に使えばイエス様が喜ばれるか？そのときインドでは2万4千円で一人の子供が1年間学校へ行き生活できる」というチラシを見た。早速ロペスという女の子のためにそのお金を送り始めることにした。（『Love! アシュラムの夢を追い求めて』p70）)”
1980年、カリフォルニア大学・バークレイ神学院で修学。日本文化の根源とキリスト教の現状、現代の修道生活のありかたを考察するため、アジア諸国を中心に30数か国を訪問。
”バングラデシュの空港で荷物を運んでくれた少年との出会いを鮮明に思い出す。小さな8歳くらいの男の子が「1タカ（１から2円）！」と叫びながら運ばせてくれと頼むのだ。その子の目を見たときの驚きを今も忘れられない。美しい輝いた瞳！久しぶりに出会った子供の瞳だった。「この子の瞳が日本の子供に欲しい！」豊かな心の子供たちに感謝を忘れた日本の子供たちを救ってもらいたいと切望した。(Love! アシュラムの夢を追い求めて』p72)”
1984年にはマラナタ宣教契約共同体創設のため援助修道会退会。
今の日本人は心の余裕がなく生きていることに感謝して祈る時間さえない。何とかして人間として生を受けたことを喜べる場を多くの人に提供したい、その思いでアシュラムを作る夢を抱く。長野県富士見町にアシュラムを創設。
2024年5月死去。

## 著作
- 『ありがとう』中央出版社 1974
- 『ごらんよ空の鳥を！』 サンパウロ (1977/5/1)
- 『イエス様への返事』
- 『ゆるしの秘跡』
- 『Love！アシュラムの夢を追い求めて』文芸社（2000/2/15）
- 『あの輝いた瞳を！父の遺言と母の後ろ姿に押されて』文芸社 (2009/9/15)